# Jef Lahaye
Jef Lahaye (Bunde, 2 december 1932 – Ulestraten, 12 april 1990) was een Nederlands wielrenner. 
Lahaye was professional van 1956 tot 1962. Zijn grootste succes is zijn titel als Nederland kampioen op de weg bij de profs in 1958, toen hij een aantal eliteprofs versloeg, waaronder Mies Stolker, Gerrit Voorting, Jo de Roo en Peter Post.
Hij nam tweemaal deel aan de Ronde van Frankrijk. Zijn beste resultaat behaalde hij in 1958 in de 7e etappe, waarin hij een 6e plaats bereikte.

## Overwinningen en ereplaatsen
1955
- 2e in de Ronde van Limburg (amateurs)

1957
- 3e in NK op de weg, profs

1958
- 1e in NK op de weg, profs
- 1e in Houthalen-Helchteren
- 3e in 1e etappe Ronde van Luxemburg
- 6e in de 7e etappe Ronde van Frankrijk

## Resultaten in voornaamste wedstrijden
| Jaar | Ronde van Italië | Ronde van Frankrijk | Ronde van Spanje |
| ---- | ---------------- | ------------------- | ---------------- |
| 1956 |                  | 87e                 |                  |
| 1957 |                  |                     |                  |
| 1958 |                  | buiten tijd         |                  |
| 1959 |                  |                     |                  |

| Jaar | Luik-Bast.‑Luik | Waalse Pijl |
| ---- | --------------- | ----------- |
| 1956 |                 |             |
| 1957 | 12e             |             |
| 1958 |                 | 12e         |
| 1959 | 43e             |             |